# Wywiad z wampirem
Wywiad z wampirem (ang. Interview with the Vampire) – wydana w 1976 roku powieść Anne Rice. Jest to pierwsza i uznawana za najlepszą część cyklu Kroniki wampirów.
Akcja książki rozpoczyna się w San Francisco, gdzie w obskurnym hotelowym pokoju młody dziennikarz Daniel przeprowadza wywiad z intrygującym nieznajomym, przypadkowo spotkanym w barze. Przez następnych kilka godzin wysłuchuje najbardziej niezwykłej historii, jaką kiedykolwiek dane mu było usłyszeć. Po zakończonym wywiadzie, Daniel prosi by Louis uczynił go nieśmiertelnym – wampirem. Mężczyzna nie zgadza się, atakuje dziennikarza, wysysa mu krew i pozostawia go nieprzytomnego. Daniel budzi się gdy słońce jest już na niebie, słuchając kasety na której była cała historia życia Louisa (ponad 200 lat), zamierza dotrzeć do Lestata, którego miejsce pobytu zdradził mu Louis.
Opowieść wampira Louisa de Pointe du Lac, głównego bohatera Wywiadu z wampirem, pełna jest subtelnej liryki i magii. O swoim życiu – zarówno śmiertelnika, jak i wampira – mówi z pewną refleksją, jeszcze raz przeżywając zdarzenia sprzed lat. Ponowne narodziny za sprawą diabolicznego Lestata de Lioncourt, romans z Claudią – wampirzym dzieckiem, szaleństwo, do którego przywiodło go rozdarte sumienie, wreszcie utrata wszystkiego, co kochał i jednocześnie nienawidził, niemożność odnalezienia własnego miejsca...

## Ekranizacja
Na podstawie książki nakręcono film pod tym samym tytułem, którego premiera odbyła się 11 listopada 1994 r. W Polsce ukazały się 4 wydania powieści w przekładzie Tomasza Olszewskiego.

## Czas i miejsce akcji
Czas rzeczywisty powieści to lata 70. w San Francisco, lecz opowiadanie Louisa dotyczy wielu lat i miejsc. Zaczyna się u schyłku XVIII wieku na plantacji w Luizjanie. Następnie podróżuje przez okoliczne wsi aż do Nowego Orleanu, gdzie odbywa się przeszło 60 lat akcji powieści. Dalej Louis i jego towarzyszka Claudia podróżują po świecie docierając do Paryża. W finale Louis opowiada o swoim pobycie w San Francisco i spotkaniu Lestata.

## Bohaterowie
- Louis de Pointe du Lac – główny bohater i zarazem narrator opowieści.
- Lestat de Lioncourt – towarzysz Louisa i jego nauczyciel, spędza z nim pierwsze 70 lat wampirzego życia.
- Claudia – stworzona przez Lestata wierna towarzyszka Louisa od schyłku XVIII aż po drugą połowę XIX wieku.
- Armand – nieformalny dowódca klanu z Teatru Wampirów.
- Santiago – członek Teatru Wampirów, wrogo nastawiony do Louisa i Claudii.
- Madeleine – pragnie opiekować się Claudią, lecz zostaje unicestwiona w dzień po przemianie.
- Ojciec Lestata – bohaterowie opiekują się nim na początku powieści.
- Daniel Molloy – dziennikarz, który nagrywa opowieść Louisa.
- Babette Freniere – piękna, czarnowłosa kobieta, do której Louis żywił uczucia, niestety bez wzajemności. Babette uważała Louisa za diabła pomimo jego pomocy, której udzielił jej i jej siostrom przy plantacji. Próbował również powstrzymać Lestata przed zabiciem ich brata – nie wymieniono jego imienia, nazywany był „Młodym Freniere’em”